# Pilot 746 SE
Pilot 746 SE är en svensk lotsbåt som byggdes 2000 som Tjb 746 av Djupviks varv AB, Tjörn till Sjöfartsverket i Norrköping. Tjb 746 stationerades vid Göteborgs lotsplats. 2005 döptes båten om till Pilot 746 SE.